# アムラーワティー
アムラーワティー（अमरावती、Amravati）は、インドのマハーラーシュトラ州の都市である。
女神アンバ、クリシュナ（ヴィシュヌ神の化身）、ヴェーンカテーシュヴァラ（ヴィシュヌ神の化身）を祭る歴史的な寺院を町の誇りとしている。